# كين سميث (سياسي أمريكي)
كين سميث (بالإنجليزية: Ken Smith)‏ هو سياسي أمريكي، ولد في 16 أكتوبر 1926 في كلانتون في الولايات المتحدة. حزبياً، نشط في الحزب الديمقراطي. وقد انتخب عضو مجلس نواب فلوريدا.